# 琉球競馬

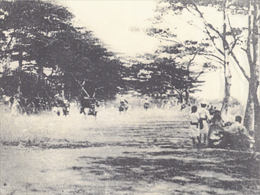
今帰仁村・仲原馬場（ナカバルババ）で開催された琉球競馬の模様

琉球競馬（りゅうきゅうけいば）とは沖縄の古式競馬である。
琉球王朝以来の沖縄の伝統文化であり、速さではなく美しさを競う。太平洋戦争中に伝統が途絶えたが、2013年に70年ぶりに競技が復活した。

## 方言
沖縄語では“馬乗り競走”をンマハラセー（ンマハラシー、ウマハラセー、ウマハラシー、ウマバラセー）という。
また、馬勝負をンマスーブ（ウマスーブ）、馬追をンマウーイ、馬揃、馬寄をウマジュリーともいう。
また、審判はンマビットゥー、並足をイシバイ、地走りをジーバイ、跳び足はトントンバイ、全力疾走はムルカキバイといい、馬場はンマウィー、真地はマージ、門はヂョー（ジョー、ジョウ）、馬庭はンマナーという。

## 歴史と衰退
琉球競馬は琉球王朝の士族の楽しみとして、約300年または約500年前に始まった。琉球競馬の最古の記録はウィリアム・アダムス（三浦按針）が書いた『琉球諸島航海日誌』で、「1615年、陰暦3月3日、首里は祭日で闘鶏と競馬が催される」（南島史学9号）と記されている。
沖縄各地に150超-200カ所弱の馬場跡が確認されている。馬場には琉球王家直轄の「真地（マージ）」と呼ばれる2か所（平良、識名）の競馬場を頂点に、村管轄、集落管轄の3管轄があり、真地での開催は沖縄じゅうの関心を呼んだ。
「平良真地（ていーらまーじ）」（または「平良馬場」、「大名馬場」）は、首里城から北へ約1.5キロの距離で、那覇市首里大名（おおな）町（旧・西原間切平良）にあり、琉球王朝（第二尚氏）時代の1695年、尚貞王の代に造られた。
平良真地（全長2町55 / 約278メートル、幅10間 / 約18メートル)で西から東に向けて競技する）は王府の直轄馬場となり、競技があると沖縄各地から馬が集まり、大会の前には出場馬が崎山馬場から平良真地へパレードし、競技は国王も見物し、馬場中央の「ウサンシチ」（御桟敷:おさじき）に座った。
江戸から明治となり、琉球処分で職を失い地方に進出（帰農）した屋取（ヤードゥイ：士族の開墾地のこと。）の士族により、琉球競馬は沖縄各地に伝播し、農民も交えて隆盛を迎えた。小型の在来馬を用いた。
琉球競馬は、太平洋戦争末期の沖縄戦の前まで沖縄県内各地で盛んに行われ、人々が熱狂したが、1943年（昭和18年）、那覇市での開催を最後に途絶えたと報じられている。第一次世界大戦以降の軍馬の需要拡大で在来馬の去勢法が施行され、小型の在来種の大型改良の強行（大型馬移入による在来馬の駆逐・在来馬の去勢）が進んだほか、深刻な経済不況のいわゆる「ソテツ地獄」、戦争への備え、島民の価値観の変化などが途絶えた原因といわれる。
各地の集落には馬場の跡がみられ、戦後の整備で公園やゴルフ場、幹線道路になったり、空軍の滑走路の一部となっている。
琉球大学名誉教授の新城明久（しんじょうあきひさ）（育種学）は、ンマハラシーを「（沖縄において）過去最大の娯楽だった」とした上で「（琉球競馬の）王府の狙いは士族・平民が共に祭りを楽しみ、馬の生産に励み、優秀な馬を選抜・育成することだった」と、その歴史的意義を生き物文化誌学会で述べている。

## 競技

### 競馬
沖縄本島のみならず、宮古、八重山など離島でも行われた。300年-500年ほど続いた。
琉球競馬とは、全力疾走で速さを競い着順で勝負を決める現代の競馬とは異なり、速さだけではなく、その脚の運びのリズムや馬の姿勢の美しさ（優雅さ）という“美技”を競うものである。
宮古馬など小型の沖縄在来馬を用い、1対1の対戦方式で行う。着飾った2頭が直線走路を、常歩（なみあし）と速足（はやあし）の中間の速度で美しさをみせるものとされ、「イシバイ」や「ジーバイ」と呼ばれる“細やか”で“ゆったり”した足の運びをし、右前脚と右後脚、左前脚と左後脚を同時に動かす「側対歩」（そくたいほ）（人のナンバ走りのようなもの）で移動しながら、速さだけではなく、その脚の運びのリズムや馬の姿勢の美しさ（優雅さ）という“美技”を競うものである。
競技の判定は審判が行う。四肢のうち一肢を地面につけて進むのが作法で、
駆け足など4本の脚全てが地面を離れた場合は失格になる。全力疾走（ムルカキバイ）すると「ヤマト走り」と笑いものにされた。華麗に装飾した馬具も採点に加味される。競技は、相撲の取り組みと同じく対戦方式で行われた。

#### 琉球競馬と美
『消えた琉球競馬』の著者・スポーツニッポン競馬担当の梅崎晴光（うめざきはるみつ）は、現代の競馬をスピードスケートと表現したうえで、琉球競馬を「美技を競う2頭立てのフィギュアスケート」と著作で表現。学会において「速さや力強さではなく、走りの美しさを競う点で、世界に類を見ない」と評価。「細かな美にこだわる琉球王朝士族の精神性を反映したもの」と解釈している。
また、琉球競馬が美を競う形になったのは、沖縄が土地が狭く勾配がきついという事情からではないかと推測。
琉球馬を飼育する動物園「沖縄こどもの国」（沖縄市）は、琉球（沖縄）では戦（いくさ）の必要が無かったため強い馬に改良する必要が無く、馬は小さいままで速さを競うよりも、美しく走る競技が発生したと解説している。

#### 側対歩の必要性
沖縄こどもの国・園長の比嘉源和は、「『側対歩』は馬の背中の揺れが抑え、沖縄の石畳の上でも馬に乗せた荷物が荷崩れしにくく、馬にも山や谷を歩く負担を減らす知恵として定着したのではないか」と推理している。
また、日本装削蹄協会常務理事の楠瀬良（くすのせりょう）は、側対歩（そくたいほ）は沖縄在来馬が本来備えている自然な歩法では無く、馬への調教が必要で、個体差や、乗り手の乗馬術で優劣が生じる。そのため、琉球競馬は馬のフォームの美しさ、優雅さが評価の対象になったと考えている。
一方、石垣島の「波ん馬（なみんま）ホースライディング」によると、琉球競馬の側対歩は、完全に前後足をそろえる西洋でいうpaceという側対歩ではなく、西洋でトルト(tolt)とかアンブル(amble)とか呼ぶ走法で、「ハリアシ」と呼ばれる側対歩ではないかと推測する。ハリアシは前脚よりも後脚が先に着地する走法で、この走法は揺れが少なく、水の入った杯を騎手に持たせても水をこぼさないものであり、かつ馬に訓練を施すことが難しいものであり、できない馬もある。これが走法の素晴らしさを競った走法であるという主旨を主張している。ハリアシは石垣の馬にもできるものが実在している。

### 最盛期の競技
大正時代から太平洋戦争の沖縄戦直前まで沖縄本島の各地で行われ、平良真地での競馬は、毎年10月20日に沖縄神社の祭礼競馬として行われた。首里を中心に沖縄を二分し、島尻方と中頭方で勝負する大競馬であり、開最盛期には200頭、昭和初期にも100頭ほどの馬が集まった。見物者は、中頭からも島尻からも沖縄本島のみならず、周辺の島々からやってきた。大会は大変な盛況で熱気があふれ、競技に掛け声をかけていた。
「アブシバレー」と呼ばれる旧暦4月15日に行われる畔払い、虫払い（悪い虫を追い払う儀式）を中心に、旧暦3月3日の「浜下り」、8月15日の「十五夜」などの催事に合わせて行われた。沖縄市の知花で開催された競技では、乗り手も村祭りの晴れ着「知花花織」を衣裳に着用した。
参加できる馬は、全て体高1メートル20センチメートル以下の沖縄在来馬で、ナークー（宮古馬）を中心に、シマジラー（沖縄本島島尻産馬）、エーマー（八重山馬）、クミー（久米島産馬）、イヒャー（伊平屋島産馬）など小さい在来馬であり、品種改良し、大きくなった雑種は出場できないものであった。
昭和初期の大会は、200メートルの馬場（ンマバ）で行われ、そのスタイルは対抗戦方式であった。事前に審判が出場馬の技量を見定め、下位の取組（とりくみ）から順に行われ、結びの一番は横綱級同士が戦うように、ほぼ同格の馬を組み合わせる大相撲のような「番組」を作成した。沖縄全島規模の大会では事前に定めた取組を地元紙に掲載していた。地区で紅白に分かれる対抗レースであるため、地元住民の応援合戦もあるほどだった。競走馬を所有できるのは金持ちや資産家であり、競走馬を所有し勝利することは、門中にとって繁栄の象徴とされていた。琉球競馬は金をかける習慣はなく、一門の名誉と家運を賭けた勝負という価値観があり、琉球競馬で勝った馬の馬主や騎手に贈呈されるのは金員ではなく、ティーサージと呼ばれる華やかな手巾（手帛:てぬぐい）であった。

#### 名馬「ヒコーキ」

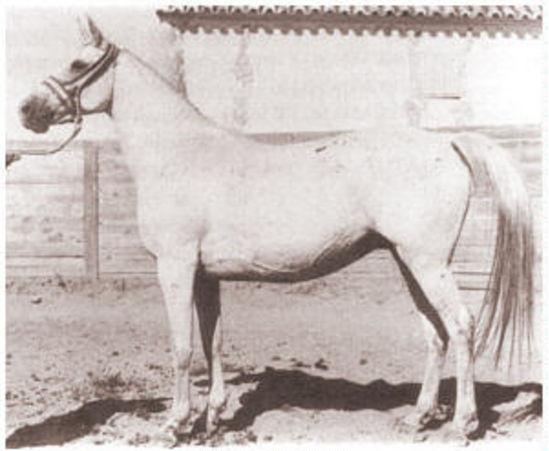
ヒコーキ号

「ヒコーキ」（飛行機）は昭和3年ごろに活躍したと推定される実在の白馬。
中頭（中部地方）産駒で、大謝名（おおじゃな）にいたと語り継がれる。
昭和初期に琉球競馬の頂点に立ち、歴史に名を遺した。梅崎晴光は「流麗な脚さばきで加速すると、長い尻尾を垂直に伸ばし軽やかにフワリと舞ってみせる」と、その走りを形容。首里で行われた競馬の「シーぬ一番」(末の一番という意味。相撲の結びの大一番に相当する)で島尻のシー馬(横綱級の馬のこと)自動車小に勝った。ヒコーキの活動年代が推定されたのは、同時期に活躍した「トヌバル」が昭和3年に出走した記録があるためである。
ヒコーキは『西原（にしはら）町史』や『浦添市史』『宜野湾市史』など沖縄本島各地の地誌に存在が示されていることを、梅崎晴光に発見され、各地の大会で優勝している名馬とわかり、以後の『消えた琉球競馬 幻の名馬「ヒコーキ」を追いかけて』の執筆をみるまでになった。
馬主は与那嶺真宏で、競馬にヒコーキを出場させるときには「ヨドリ与那嶺小」（ヨナミネグヮー：「(浦添)ようどれのすぐ目の前に住んでいた与那嶺の分家 」の意。小（グヮー）は分家を意味する）と名乗っていた。「ヨドリ」は「ようどれ」のことで琉球語で「夕暮れ、夕凪ぎ」を意味しており、沖縄で「ようどれ」と言うと普通は浦添ようどれ(尚寧の遺体を祭った王陵)を指している。ヒコーキの調査活動にあたり、梅崎晴光は馬主（既に他界）の娘（当時92歳）も見つけ出すことに成功し、白い馬であったことを教えられた。

## 残存の馬場
『琉球新報』は、仲原馬場が「いにしえの沖縄の馬場形式を残した唯一のもの」であるとしている。
一方、宜野座村立博物館は、沖縄島で当時の面影を伝えるのは2か所で、松田の馬場もあると紹介する。

### 仲原馬場
今帰仁（なきじん）村に仲原馬場（ナカバルババ）が残っている。別名マーウイという。（北緯26度41分16.1秒 東経127度57分56.7秒 / 北緯26.687806度 東経127.965750度）。
「今帰仁村仲原馬場」（場所・国頭郡今帰仁村字謝名189番地ほかに字越地も含まれる）は1959年（昭和34年）6月1日に、沖縄県指定の史跡となる。
馬場は標高20メートルの石灰岩台地上に立地している。
なお、「仲原」は明治期までの地名である。
一方、仲原馬場の起源は定かでない。
競技場の長さは250メートル、幅30メートルで、馬場周囲には高さ1メートルの土手で囲われており、それが観客席となっている。
土手には、戦前は馬を係留したリュウキュウマツ（琉球松）の松並木も残されている。
大木のリュウキュウマツは、琉球の時代（18世紀ごろ）に植林を奨励した宰相・蔡温にちなみ「蔡温松」と呼ばれている。
また、中央部に石垣が残り、来賓席だったと伝わっている。
文化財であるため、台風により仲原馬場の「蔡温松」が倒木した際には報道される。2002年に折れた琉球松は2本で樹齢250-60年、幹の太さが40cm-50cmほどで高さは約10メートルで、2本とも幹の中心は空洞となっていた。ほかの倒木しそうな松には支柱を施し保全をしている。
2010年や、2012年にも松が折れている。
1957年（昭和32年）のフェイ台風でも倒木した記録が残っている。

### 松田の馬場
「松田の馬場及び松並木」は1984年（昭和59年）2月27日に、宜野座村の指定史跡となっている。（北緯26度29分18.4秒 東経127度59分23.5秒 / 北緯26.488444度 東経127.989861度）。
1878年（明治11年）頃に、首里の士族・汀良(てぃら)タンメーと称する人物により、農村の娯楽施設として造られたと伝わる。旧4月の「畦払い」の日に、馬を持つ人が裸馬にまたがるにわか競馬（草競馬）が行われていた。
ウマバの構造は東西約250メートル、横約25メートルで、周囲に見物場としての盛土が築かれ、その上に琉球松で松並木を形成している。
松並木は約100本の松が残るが、これらは明治期に植えられている。
馬場跡は宜野座村字松田2261に位置、のち明治末に宜野座村立松田小学校の敷地となっている。
小学校の校歌には馬場が歌われ、PTAが松並木の下草刈りを行う。
また、宜野座村は1996年（平成8年）から樹勢回復を目的として樹木医に業務を委託。枯れ枝の剪定、薬剤散布、堆肥施工などを実施し、2005年（平成17年）以降は毎年、樹木医の経過観察を受け、3年ごとにグリーンガードを注入する対策を行っていると村長が答弁している。

## 復活にむけて
琉球競馬の大会は1943年を最後に太平洋戦争で伝統が途絶え、歴史資料などにおいて語り継がれていた昔の伝統文化だった。
21世紀になり、琉球競馬を知る地元民らが開催を要望し、動物園「沖縄こどもの国」（沖縄市）が2010年から聞き取り調査を行い、沖縄市が伝統文化推進観光事業として経費の一部を補助したことや、出走馬の確保ができたことで、2013年に70年ぶりの大会の復活となった。
2013年3月2日に「沖縄こどもの国」の園内広場「水と緑の広場」特設会場で、琉球競馬の大会は開催され復活した。競技は芝の上の往復100メートルのコースで行われ「側対歩」によるスピードを競った。「側対歩」ではなく、駆け足になった場合は減点、駆け足4回で失格となるルールを用いた。
大会は、動物園で飼育されている与那国馬（ヨナグニウマ）を中心に、園の済州馬（サイシュウバ）やポニー、沖縄県内乗馬愛好家の愛馬など計19頭で行われた。昔同様に馬が飾られ、騎手も伝統工芸の織物「知花花織」（ちばなはなおり）の羽織と袴（はかま）を着用し騎乗した乗り手もあった。ある馬は赤い飾りをつけられ、ある騎手は頭に青い手拭いをかぶり、手には鞭を持ち、沖縄の伝統衣装を着て、足元は足袋という伝統的ないでたちだった。
戦前の琉球競馬をよく見たことがある93歳の男性が特別審査員で参加し、戦前の最後のレースを見たという88歳の男性も見物した。
300人の観客は興味津々だったとされ、小柄な沖縄在来馬への感想として、観客から「かわいい」との歓声があった。
「ウマハラセーは人間として家畜の共存を示し、生活から派生した貴重な伝統文化だ」と話し、琉球競馬の復活と定着を目指している沖縄こどもの国の比嘉源和園長は「馬の足さばきなど、本来にはほど遠い」と練習不足を指摘。「より再現できるよう努力したい」と完全復活に向けて一歩一歩進むことを誓った。優勝したのは沖縄アミークス馬術部所属のポニー「ブラウニー」（オス）だった。
同年3月10日にも大会2日目が開かれ、在来種、西洋種、中間種の24頭が参加し、準決勝に残った4頭のうち、3頭を体格が小さな沖縄在来種が占めた。優勝は、沖縄こどもの国が飼育する与那国馬の「どぅなん」（2007年産オス）であった。「どぅなん」は黄色い飾りをつけ、騎手は「知花花織」だった。

## 宮古競馬
宮古では沖縄本島とは異なる歴史が流れている。
明治になると馬が農作業に用いられ、沖縄本島では農民も士族同様に乗馬が行えるようになっていた。しかし宮古は他の地方とは違って、1873年（明治6年）の富川親方規模帳（琉球王府高官の布告）により、依然として農民は乗馬や競馬を禁じられ、禁を犯すとムチ打ち刑となるため、農民による琉球競馬は行われていなかった。
しかし、1894年（明治27年）3月になって、1637年から行われた差別的で、過酷な「人頭税」（にんとうぜい）が、やっと国会に廃止を請願できたことで、農民は260年ぶりに人頭税から解放されることになった。それを成し遂げた城間正安、中村十作、平良真牛、西里蒲の慰労祝賀会が行われ、その余興として島内から優れた宮古馬を集め、禁を犯して、宮古島で初めての競馬（宮古方言でヌーマピラス）を催している。宮古島の南西にある「鏡原馬場」での競馬は大変な賑わいであった。梅崎晴光は「悪税が廃止に近づいたとき、宮古農民は禁を犯して喜びを競馬にぶつけた」と書いている。
10年後の1904（明治37）年にやっと人頭税が廃止されると、農業が急速に発展し、農業に用いる宮古馬の数はさらに増えていく。それにともない宮古の各地で農民による競馬が盛んに行われた。競技の走法は「側対歩」（コースキ、カースキと呼ばれる）であり、走る馬は失格となるルールであった。もともと駄馬（荷物を運ぶ馬）として活躍していた宮古馬は、振動が少なく荷崩れをおこさない馬が優秀馬とされていた。
王朝時代から宮古島は沖縄最大の馬の供給地となっていた。江戸時代からは王府や薩摩藩、江戸幕府など権力者に馬を献上するための選定に競馬が用いられていた。このため厳しい生産管理が行われていた。
明治から昭和初期の宮古での競馬は、鏡原馬場のほかに、新城、新里、友寄、友利、宮国、比嘉、与那覇、福里の各馬場でも行われているが、沖縄本島とは違い、馬にムチを振るうと失格になる厳格なルールであったとされる。宮古競馬を形容する表現は以下である。
梅崎晴光は「宮古競馬」は王朝時代の精錬された献上馬選定の名残りであると考え、よほど製錬された走りを要求されていたのだろうと推測し、宮古競馬は娯楽的な色彩はなかったと結論付けている。
太平洋戦争後、宮古馬も減少したが、1977年（昭和52年）から平良市熱帯植物園で保護飼育が開始された。1980年（昭和54年）には宮古馬保存会も結成され、毎年7月に与那覇湾サニツ浜において宮古馬による競馬（浜競馬）が「サニツ浜カーニバル」の催しとして開催され、大勢の人で賑わう。
宮古島で初めて農民による競馬が行われた鏡原馬場は、宮古市指定の「史跡 鏡原馬場跡」と登録されている。

## 与那国島の浜競馬
医師・池間栄三の『与那国の歴史』では、ツァバムヌンの祭事の後に農事に関する懇談会を行いながら、競馬（浜競馬）や角力（すもう）などを楽しんだとある。この物忌祭の競馬大会は小学校も授業を切りあげるほどで、1960年（昭和35年）4月25日の与那国小学校は授業を2時間で切りあげ自由見学させたと記録されている。
写真家の高草操（たかくさみさお）は、与那国の人々は誰でも馬に乗ることができたと紹介する。与那国では馬は人々の交通手段で、どの農家にも1-2頭の馬が飼われ、子供も乗馬を覚え、浜競馬も集落ごとに盛んに行われていたと記す。昔の浜競馬で優勝した経験のある住民も、写真家の前で与那国の乗馬を披露している。
2008年5月3日に、与那国町祖納のなんだ浜（波多浜）にて、浜競馬「んまはらし」（馬走らし）の大会が28年（30年）ぶりに復活した。伝統のある行事を新しく見つめ直し再興するとともに、島の活性化や、与那国馬との触れ合いの目的がある。かつて、与那国馬は農耕場として用いられたが、農機具の普及により、1970年代に20数頭にまで減少したため、1976年に町民らが保存会を結成し、2008年までに約120頭まで回復した。この大会は絶滅を免れた与那国馬の維持のための観光行事であり、主催は与那国町自治公民館連絡協議会で、与那国馬保存会や「与那国馬ふれあい広場」などが馬を提供して、競技が行われた。昔は浜の端から端まで約280mだったが、今回のコースは直線120mであり、6頭の馬で疾走するタイムレースである。また、くらがけか、裸馬かは乗り手の自由とされた。
出走馬の与那国馬は体高約120cm、体重約200Kgほどの小型馬で、おとなしく乗りやすい特性がある。競技は年代別に行われ、乗馬する若者のほとんどが過去の浜競馬を見たことが無い世代だったものの、かつて農作物を馬で運んだ経験のある高齢者や、町内の乗馬クラブに所属する小学生までが参加した。大会はゴールめざし全力で走る馬や、コースを大きくはずれ落馬する人などがみられ、昔を知る老人からは懐かしいという声もあった。大会には与那国島内･島外から観光客や町民が詰めかけ、歓声をあげた。

## 関連文献
- 『消えた琉球競馬 -幻の名馬「ヒコーキ」を追いかけて-』 梅崎晴光著 ボーダーインク社 2012年11月発行 ISBN 9784899822332[7]
- 高田勝「琉球競馬 復活へ駆ける◇速さでなく美しさで勝負 伝統も在来種も守る◇」『日本経済新聞』朝刊2018年4月13日（文化面）